# Депортация армянской интеллигенции Османской империи
Депортация армянской интеллигенции (арм. Հայ մտավորականների տեղահանություն), также Красное воскресенье (арм. Կարմիր կիրակի) — событие, традиционно считающееся началом геноцида армян. 24 апреля 1915 года начались аресты лидеров армянской общины в Константинополе (ныне Стамбул), столице Османской империи, а затем и в других местах, после чего их отправляли в два центра содержания недалеко от Ангоры (ныне Анкара). Приказ сделать это был отдан министром внутренних дел Талаат-пашой того же дня. В ту ночь была арестована первая волна от 235 до 270 армянских интеллектуалов Константинополя. С принятием закона о переселении армян 29 мая 1915 года, эти задержанные позже были переселены в пределах Османской империи. Большинство из них в конечном итоге были убиты; в живых остались более 80 человек, среди которых, например, Вртанес Папазян, Арам Антонян, Ерванд Отян и Комитас.
Событие описывается историками как «обезглавливающий удар», который был направлен на то, чтобы лишить армянское население лидеров и шанса на сопротивление. В память о жертвах геноцида армян 24 апреля отмечается как День памяти жертв геноцида армян. Дата, впервые отмеченная в 1919 году в четвертую годовщину событий в Константинополе, обычно считается датой начала геноцида. С тех пор память о геноциде армян ежегодно отмечается в один и тот же день, который стал национальным днем памяти в Армении и Республике Арцах и отмечается армянской диаспорой во всем мире.
Всего, по оценкам, было задержано и в итоге депортировано 2345 видных армянских деятелей, большинство из которых не были националистами и не имели никакой политической принадлежности. Некоторые из них:
- Вртанес Папазян — выжил.
- Арам Антонян — выжил.
- Комитас — выжил.
- Ерванд Отян — выжил.
- Григор Зохраб — убит.
- Даниэл Варужан — убит.
- Рубен Зардарян — убит.
- Арташес Арутюнян — убит.
- Сиаманто — убит.
- Рубен Севак — убит.
- Тигран Чёкюрян — убит.
- Диран Келекян — убит.
- Ованес Арутюнян — убит.
- Ерухан — убит.
- Еновк Шаген — убит.
- Арутюн Шагрикян — убит.
- Амбарцум Бояджян — убит.
- Шаварш Крисян — убит.
- Акоп Терзян — убит.

## Свидетельства
Из примечаний книги русского поэта-символиста Валерия Яковлевича Брюсова «Поэзия Армении с древнейших времён до наших дней»:
Судьба этихъ поэтовъ [Сиаманто и Варужана], ко времени, когда редактируются эти примѣчанія (іюль 1916 г.), остается невыясненной. Извѣстно, что, въ началѣ Великой войны, послѣ Ванскаго возстанія, они были арестованы турецкимъ правительствомъ, въ Константинополѣ, въ числѣ 10.000 армянъ (всей мѣстной интеллигенціи), и сосланы въ глубь азіатской Турціи. Передъ окнами тюрьмы, въ которой были заключены Сіаманто и Варужанъ, три дня стояли висѣлицы, при чемъ узникамъ было категорически заявлено, что они будутъ повѣшаны. Однако, потомъ висѣлицы были убраны, а заключенные уведены въ другое мѣсто. Есть извѣстіе, что на пути узники были убиты, но некоторые изъ бѣжънцевъ оспариваютъ это. Хочется вѣрить, что страшная судьба минула талантливѣйшихъ изъ представителей молодой поэзіи турецкой Арменіи..